# Trelleora
Trelleora is een geslacht van rechtvleugeligen uit de familie krekels (Gryllidae). De wetenschappelijke naam van dit geslacht is voor het eerst geldig gepubliceerd in 1988 door Gorochov.

## Soorten
Het geslacht Trelleora omvat de volgende soorten:
- Trelleora consimilis Gorochov, 2003
- Trelleora fumosa Gorochov, 1988
- Trelleora gravelyi Chopard, 1928
- Trelleora kryszhanovskiji Gorochov, 1988
- Trelleora sonlensis Gorochov, 1988
- Trelleora suthepa Ingrisch, 1997